# Salaam Remi
Salaam Remi Gibbs lepiej znany jako Salaam Remi – amerykański producent hip-hopowy oraz klawiszowiec znany ze współpracy z Nasem, Amy Winehouse czy Fergie. Jego styl opiera się na samplingu jak i graniu na żywych instrumentach. Jest synem innego muzyka Van Gibbsa, który uczył go gry na instrumentach.
Swój debiut Salaam Remi zaliczył na wydanym w 1986 roku albumie Kurtisa Blow "Kingdom Blow", gdzie na spółkę z Eddisonem Electrikiem wyprodukował utwór ""Magilla Gorilla" z gościnnym udziałem George'a Clintona. Następnie pracował dla takich artystów jak Ziggy Marley and the Melody Makers, Craig G, Biz Markie czy Funkmaster Flex.